# Scandal Sheet (1952)
Scandal Sheet is een Amerikaanse film noir uit 1952 onder regie van Phil Karlson. Destijds werd de film in Nederland uitgebracht onder de titel De zwarte pagina.

## Verhaal
De uitgever Mark Chapman koopt een noodlijdende, New Yorkse krant en maakt er een schandaalblad van. Journalist Steve McClearly wil de moordenaar van een jonge vrouw ontmaskeren. Hij weet niet dat Chapman zelf de dader is. 

## Rolverdeling
| Acteur             | Personage            |
| ------------------ | -------------------- |
| Broderick Crawford | Mark Chapman         |
| Donna Reed         | Julie Allison        |
| John Derek         | Steve McCleary       |
| Rosemary DeCamp    | Charlotte Grant      |
| Henry O'Neill      | Charlie Barnes       |
| Harry Morgan       | Biddle               |
| James Millican     | Inspecteur Davis     |
| Griff Barnett      | Rechter Elroy Hacker |
| Jonathan Hale      | Frank Madison        |